# Eikenspintkever
De eikenspintkever (Scolytus intricatus) is een kever uit de familie snuitkevers (Curculionidae). Hij werd in 1837 wetenschappelijk beschreven door Julius Theodor Christian Ratzeburg.

## Kenmerken
De kevers zijn 2,5 tot 3,5 millimeter lang en hebben een zwart, cilindrisch lichaam. Het pronotum is groot en versmald aan de voorkant, de basis en zijkanten zijn gescherpt. Het voorhoofd van de mannelijke kever is plat en bedekt met korte gelige haren, met twee lange, dunne plukjes haar boven de kaken. Het voorhoofd van de vrouwelijke kever is gebogen en heeft weinig haar (seksueel dimorfisme). De roodgekleurde dekschilden dragen uniforme rijen stippen met stippen van ongeveer dezelfde grootte. De punten van het pronotum zijn klein, dicht en nooit versmolten tot longitudinale rimpels. De voelsprieten en poten zijn geelrood.

## Levenswijze
De eikenspintkever voedt zich voornamelijk met eiken (Quercus), soms ook met wilg (Salix), populier (Populus), iepen (Ulmus), beuken (Fagus sylvatica), haagbeuk (Carpinus betulus), de Europese hopbeuk (Ostrya carpinifolia), witte paardenkastanje (Aesculus hippocastanum), tamme kastanje (Castanea sativa) en hazelaarsoorten (Corylus). Hij bewoont de schors van de bomen, ook in de buurt van de schors. Het voedingspatroon is een relatief korte, één tot drie centimeter lange, eenarmige moedertunnel (dwarstunnel), die het spinthout diep doorgroef. De larvale passages vertakken zich lateraal naar boven en naar beneden. Ook in het spinthout zijn ze duidelijk zichtbaar. De kever vreet aan de basis van de jongste scheuten, die vaak afbreken.
Er zijn één tot twee generaties per jaar, de vliegtijd is van eind mei tot juni en in september.

## Verspreiding
De soort is wijdverspreid in Europa. In het noorden komt de soort niet voor in de zuidelijke Zweedse hooglanden.